# Raphael
Raphael (по имени библейского ангела-целителя Рафаэля) — японская неоклассик-метал-группа, сформированная в 1997 году, когда участникам было по 15 лет. Группа распалась в 2001 году из-за смерти лидера группы гитариста Кадзуки.

## Состав
- Сакураи Юки — вокал
- Ватанабэ Кадзуки — гитара (лидер группы, основной автор музыки и текстов)
- Хонда Юкито — бас-гитара
- Мурато Кадзухиро — ударные

## История
Группа Raphael была сформирована в конце 1997 года басистом Юкито и присоединившимся к нему гитаристом Кадзуки, который позже стал лидером группы. Первый концерт был сыгран в том же году 10 декабря. Их первый альбом Lilac был выпущен в 1998 году и сопровождался бонусным видео. Они попали в Oricon чарт с песней «Yume Yori Suteki na» которая использовалась в TBS шоу Kyaiin Kanbyou no Megumi no Heart (キャイーン・寛平の女神のハート). Они выпустили 2 релиза в один день.
В 1999 году их мэджор дэбют, «Hanasaku Inochi Aru Kagiri» стал хитом номер 25 в чарте Oricon. Вскоре они временно приостановили деятельность в связи с тем что участники должны были окончить образование в старшей школе.
К 2000 году они уже были успешной мэйджор-группой. Они выпустили новые сингл, альбом и концертное видео. Но лидер группы Кадзуки скоропостижно скончался от передозировки лекарственных препаратов во время нахождения в больнице 31 октября 2000 года. Оставшиеся участники решили взять перерыв, чтобы отойти от шока и решить дальнейшее будущее группы, однако в 2001 году всё же было решено распустить группу ввиду того, что Кадзуки был лидером группы, композитором и основным автором текстов, и участники не представляли группу без него.
После смерти Кадзуки и развала группы его оставшиеся участники собрали группы rice и BLACK LOVE.

## Дискография

### Альбомы и мини-альбомы
- Lilac (Apr 7 1998)
- Mind Soap (Dec 1 1999)
- Sotsugyô (卒業) (Mar 23 2000)
- Fumetsu Hana (不滅華) (Feb 21 2001)
- Raphael Singles (Aug 1 2001)

### Синглы
- "White Love Story" (Nov 1 1998)
- "Sick~XXX Kanja no Karute" (Sick～xxx 患者のカルテ～) (Feb 20 1999)
- "Sweet Romance" (Apr 29, 1999) (#38 Oricon Single Chart)
- "Yume Yori Suteki Na" (夢より素敵な) (Apr 29, 1999) (#37 в чарте Орикон)
- "Hanasaku Inochi Aru Kagiri" (花咲く命ある限り) (Jul 23 1999) (#25 в чарте Орикон)
- "Eternal Wish ~Todokanu no Kimi e~" (eternal wish～届かぬ君へ～) (Oct 1 1999) (#28 В чарте Орикон)
- "Promise" (Nov 20 1999)
- "Lost Graduation" (Feb 2 2000)
- "Evergreen" (Aug 23 2000)
- "Akikaze no Rhapsody" (秋風の狂詩曲) (Nov 1 2000)

### Видео

#### DVDs
- 2001-04-25 - Forever and ever (DVD - making of)
- 2001-09-19 - Raphael Clips (DVD - pvs)
- 2001-09-21 - Last (DVD - concert)
- 2001-09-21 - First (DVD - concert)

#### VHSs
- 2001-09-21 - First (VHS - concert)
- 2001-09-21 - Last (VHS - concert)
- 2001-09-19 - Pictorial Poem 2 (VHS - pvs)
- 2001-04-25 - Forever and ever (VHS - making of)
- 2000-08-23 - Raphael Special LIVE graduation -2000.3.4 Nippon Budokan- (VHS - concert)
- 2000-03-24 - Pictorial poem (VHS - pvs)
- 1999-09-20 - LILAC - vision of extremes II (VHS - pvs)
- 1998-08-01 - LILAC - vision of extremes (VHS - pvs)

## Демо
- 1997-12-24 - Eternal Wish, todokanu no kimi e (Демо-сингл)